# 3. Fußball-Liga (2017/2018)
Sezon 2017/2018 3. Fußball-Ligi – 10. edycja rozgrywek niemieckiej 3. Fußball-Ligi w piłce nożnej.
W rozgrywkach występowało 20 zespołów grających w systemie „każdy z każdym”. 1. FC Magdeburg oraz SC Paderborn 07 awansowały bezpośrednio do 2. Bundesligi na sezon 2018/2019, Karlsruher SC grał w barażach o awans z 16. drużyną 2. Bundesligi w sezonie 2017/2018. Werder Brema II, Chemnitzer FC i FC Rot-Weiß Erfurt spadły do Regionalligi na sezon 2018/2019.

## 3. Fußball-Liga (2017/2018)

### Drużyny
Drużyny występujące w sezonie 2017/2018 w 3. Lidze:
| klub                                                                | miasto       | miejsce w lidze w poprzednim sezonie | uwagi |
| ------------------------------------------------------------------- | ------------ | ------------------------------------ | --- |
| spadkowicze z 2. Bundesligi po sezonie 2016/2017                    |              |                                      | |
| Würzburger Kickers                                                  | Würzburg     | 17                                   | |
| Karlsruher SC                                                       | Karlsruhe    | 18                                   | |
| drużyny występujące w sezonie 2016/2017 w 3. Lidze                  |              |                                      | |
| 1. FC Magdeburg                                                     | Magdeburg    | 4                                    | |
| FSV Zwickau                                                         | Zwickau      | 5                                    | |
| VfL Osnabrück                                                       | Osnabrück    | 6                                    | |
| SV Wehen Wiesbaden                                                  | Wiesbaden    | 7                                    | |
| Chemnitzer FC                                                       | Chemnitz     | 8                                    | |
| Preußen Münster                                                     | Münster      | 9                                    | |
| SG Sonnenhof Großaspach                                             | Aspach       | 10                                   | |
| VfR Aalen                                                           | Aalen        | 11                                   | |
| Sportfreunde Lotte                                                  | Lotte        | 12                                   | |
| Hallescher FC                                                       | Halle        | 13                                   | |
| FC Rot-Weiß Erfurt                                                  | Erfurt       | 14                                   | |
| Hansa Rostock                                                       | Rostock      | 15                                   | |
| SC Fortuna Köln                                                     | Kolonia      | 16                                   | |
| Werder Brema II                                                     | Brema        | 17                                   | |
| SC Paderborn 07                                                     | Paderborn    | 18                                   | klub, mimo iż zajął miejsce spadkowe, utrzymał się, ponieważ TSV 1860 Monachium nie otrzymało licencji na grę w 3. Lidze |
| drużyny, które awansowały z baraży Regionalligi w sezonie 2016/2017 |              |                                      | |
| FC Carl Zeiss Jena                                                  | Jena         | 1 (Regionalliga Nordost)             | wygrane baraże z FC Viktorią Köln                                                                                        |
| SpVgg Unterhaching                                                  | Unterhaching | 1 (Regionalliga Bayern)              | wygrane baraże z SV 07 Elversberg                                                                                        |
| SV Meppen                                                           | Meppen       | 1 (Regionalliga Nord)                | wygrane baraże z SV Waldhof Mannheim                                                                                     |

## Rozgrywki

### Tabela
| Lp. | Drużyna                 | M  | Z  | R  | P  | Bramki | Bramki | Różn. | Pkt | Uwagi                                                  |
| --- | ----------------------- | -- | -- | -- | -- | ------ | ------ | ----- | --- | ------------------------------------------------------ |
| 1   | 1. FC Magdeburg (M,A)   | 38 | 27 | 4  | 7  | 70     | 32     | +38   | 85  | Awans do 2. Bundesligi                                 |
| 2   | SC Paderborn 07 (A)     | 38 | 25 | 8  | 5  | 90     | 33     | +57   | 83  | Awans do 2. Bundesligi                                 |
| 3   | Karlsruher SC (B)       | 38 | 19 | 12 | 7  | 49     | 29     | +20   | 69  | Baraże o 2. Bundesligę                                 |
| 4   | Wehen Wiesbaden         | 38 | 21 | 5  | 12 | 76     | 39     | +37   | 68  |                                                        |
| 5   | Würzburger Kickers      | 38 | 17 | 10 | 11 | 53     | 46     | +7    | 61  |                                                        |
| 6   | Hansa Rostock           | 38 | 16 | 12 | 10 | 48     | 34     | +14   | 60  |                                                        |
| 7   | SV Meppen               | 38 | 15 | 13 | 10 | 50     | 47     | +3    | 58  |                                                        |
| 8   | Fortuna Köln            | 38 | 15 | 9  | 14 | 53     | 48     | +5    | 54  |                                                        |
| 9   | SpVgg Unterhaching      | 38 | 16 | 6  | 16 | 54     | 55     | −1    | 54  |                                                        |
| 10  | Preußen Münster         | 38 | 14 | 10 | 14 | 50     | 49     | +1    | 52  |                                                        |
| 11  | FC Carl Zeiss Jena      | 38 | 14 | 10 | 14 | 49     | 59     | −10   | 52  |                                                        |
| 12  | VfR Aalen               | 38 | 13 | 11 | 14 | 48     | 57     | −9    | 50  |                                                        |
| 13  | Hallescher FC           | 38 | 13 | 10 | 15 | 52     | 54     | −2    | 49  |                                                        |
| 14  | SG Sonnenhof Großaspach | 38 | 12 | 11 | 15 | 55     | 60     | −5    | 47  |                                                        |
| 15  | FSV Zwickau             | 38 | 10 | 11 | 17 | 38     | 55     | −17   | 41  |                                                        |
| 16  | Sportfreunde Lotte      | 38 | 11 | 7  | 20 | 43     | 60     | −17   | 40  |                                                        |
| 17  | VfL Osnabrück           | 38 | 8  | 13 | 17 | 47     | 67     | −20   | 37  |                                                        |
| 18  | Werder Brema II (S)     | 38 | 6  | 13 | 19 | 39     | 62     | −23   | 31  | Spadek do Regionalligi (odpowiedniej dla danego klubu) |
| 19  | Chemnitzer FC1 (S)      | 38 | 8  | 7  | 23 | 48     | 74     | −26   | 22  | Spadek do Regionalligi (odpowiedniej dla danego klubu) |
| 20  | Rot-Weiß Erfurt2 (S)    | 38 | 5  | 8  | 25 | 26     | 78     | −52   | 13  | Spadek do Regionalligi (odpowiedniej dla danego klubu) |

### Baraże o 2. Bundesligę
|         | data       | klub z 2. Bundeslig | klub z 3. Ligi | wynik |
| ------- | ---------- | ------------------- | -------------- | ----- |
| 1. mecz | 18.05.2018 | FC Erzgebirge Aue   | Karlsruher SC  | 0:0   |
| rewanż  | 22.05.2018 | FC Erzgebirge Aue   | Karlsruher SC  | 3:1   |

Zwycięzca: FC Erzgebirge Aue